# Franz Samhaber
Franz Samhaber (* 24. September 1863 in Aschaffenburg; † 25. Oktober 1948) war ein bayerischer Generalleutnant.

## Leben

### Familie
Samhaber war der erste Sohn aus der zweiten Ehe des Reallehrers und Fotografen Joseph Samhaber. Er hatte einen Halbbruder, Constantin Samhaber, und mehrere Vollgeschwister, darunter Otto Samhaber. Er verheiratete sich 1893 mit Anna Brandi. Aus der Ehe gingen vier Kinder hervor.

### Militärkarriere
Nach dem Besuch eines Humanistischen Gymnasiums trat Samhaber 1881 als Einjährig-Freiwilliger in das 5. Infanterie-Regiment der Bayerischen Armee ein. Er absolvierte erfolgreich die Kriegsschule und wurde im Anschluss 1883 zum Sekondeleutnant befördert. Als solcher war Samhaber ab 1888 als Bataillonsadjutant tätig und wurde am 13. Juni 1892 Premierleutnant. Von 1893 bis 1896 absolvierte er die Kriegsakademie, die ihm die Qualifikation für die Höhere Adjutantur und das Lehrfach aussprach.
Innerhalb seines Regiments stieg Samhaber 1897 zum Hauptmann und Chef der 8. Kompanie auf. Ende des Jahres folgte seine Versetzung nach Straubing, wo er die 2. Kompanie des 1. Jäger-Bataillons befehligte.  Von 1903 bis 1904 war Samhaber Lehrer an der Kriegsschule und kam anschließend als Adjutant der 5. Division nach Nürnberg. In dieser Stellung am 8. März 1906 zum Major befördert, wurde er im folgenden Jahr zum Bataillonskommandeur im 13. Infanterie-Regiment „Franz Joseph I., Kaiser von Österreich und Apostolischer König von Ungarn“ ernannt. Unter Entbindung von diesem Kommando folgte 1908 seine Ernennung zum Kommandeur des Kadettenkorps sowie die Beförderungen zum Oberstleutnant am 5. August 1909 und zum Oberst am 7. März 1912. Als solcher war Samhaber vom 1. Oktober 1912 bis 30. April 1914 Kommandeur des 19. Infanterie-Regiments „König Viktor Emanuel III. von Italien“. Anschließend wurde er unter Beförderung zum Generalmajor (Patent vom 19. März 1914) zum Kommandanten der Festung Ingolstadt ernannt.
Diesen Posten hatte Samhaber auch zu Beginn des Ersten Weltkriegs inne. Am 7. September 1914 ernannte man ihn zum Kommandeur der 11. Reserve-Infanterie-Brigade. Ab 5. April 1915 führte der Stab die Bezeichnung Brigade „Samhaber“ und war dem I. Reserve-Korps zugeordnet. Dieser Stab bildete ab 1. August 1916 die wieder neu aufgestellte 1. Reserve-Infanterie-Brigade. Samhaber führte das Kommando bis zum 18. Februar 1917 und übernahm anschließend die 15. Reserve-Infanterie-Brigade. Mit dem Großverband beteiligte er sich beim Alpenkorps am Feldzug in Rumänien. Am 28. Mai 1918 erhielt Samhaber den Charakter als Generalleutnant mit dem Prädikat Exzellenz, wurde am 17. Juni 1918 von seinem Kommando entbunden und zur Disposition gestellt. Er kehrte daraufhin in die Heimat zurück, wo man ihn als Kommandeur der stellvertretenden 11. Infanterie-Brigade in Ingolstadt einsetzte. Nach Kriegsende und der darauf folgenden Demobilisierung der Dienststelle wurde Samhaber 1919 verabschiedet.
Für seine Leistungen während des Krieges war Samhaber mit beiden Klassen des Eisernen Kreuzes sowie dem Stern zum Militärverdienstorden II. Klasse mit Schwertern ausgezeichnet worden.
Sein Grab befindet sich auf dem Friedhof in Neuburg an der Donau.